# Campagne de la dynastie Qin contre les Xiongnu
La Campagne de la dynastie Qin contre les Xiongnu désigne une campagne militaire de -215 menée par la dynastie Qin contre les Xiongnu afin de les repousser loin des frontières nord de l'empire et de conquérir les territoires du plateau d'Ordos

## Situation avant le début de la campagne
En 215 avant J.-C., Qin Shi Huang décide de sécuriser les frontières de son nouvel empire et d'étendre son territoire. Pour cela, il lance deux grandes expéditions militaires.
La première, forte de 500 000 hommes, est envoyée vers le sud pour agrandir l'empire en annexant les territoires du peuple Baiyue. La seconde concerne le nord, où l'empereur envoie le général Meng Tian dans la région du plateau d'Ordos, pour y soumettre les tribus Xiongnu et établir les frontières de l'empire sur les rives du fleuve Jaune. En agissant ainsi, l'empereur ne cherche pas uniquement à étendre son empire, mais aussi à éliminer la menace potentielle que représentent les Xiongnu par une attaque préventive.

## Déroulement de la campagne
En 215 av. J.-C., Meng Tian a réussi à vaincre les Xiongnu et à les chasser d’Ordos. Poursuivant sur sa lancée, il réussit à s’emparer de leurs terres natales. Après avoir subi une défaite aussi catastrophique Touman, le chef des Xiongnu, est obligé de fuir loin au nord, jusque dans les régions lointaines du plateau de Mongolie.

## Conséquences
Meng Tian est chargé de sécuriser la frontière en érigeant des fortifications, qui vont devenir la première grande muraille de Chine. Pour ce faire, Tian et le Prince héritier Fusu, qui sont en garnison à Suide, lancent des travaux pour relier entre eux les anciens "longs murs" qui protégeaient les États de Qin, Yan et Zhao des incursions des Xiongnu. Finalement, les fortifications des Qin vont du Liaodong à Lintao, enclosant ainsi la région nouvellement conquise d’Ordos.
Autre conséquence, en 209 av. J.-C. Modu, le fils de Touman, assassine son père et unifie sous ses ordres les tribus Xiongnu, avant de soumettre les Kirghizes, les Yuezhi et les Donghu. Profitant du chaos consécutif à la chute de l'empire Qin et à la guerre Chu-Han, il établit un véritable empire des steppes, qui va devenir le plus puissant ennemi de la Chine et de la toute nouvelle dynastie Han.